# District de Portobelo
Le district de Portobelo est l'une des divisions qui composent la province de Colón, au Panama. Au recensement de 2010, il comptait 9 183 habitants et une superficie de 396,9 km2. Sa capitale est la ville de Portobelo.

## Situation
Portobelo est situé sur la côte nord de l'isthme de Panama, à environ 50 km au nord-est de la ville de Colón. Elle est bordée au nord par la mer des Caraïbes, au sud par la province de Panama, à l'est par le district de Santa Isabel et à l'ouest par le district de Colón. On peut y accéder par voie maritime ou terrestre, en suivant l'Avenida Transístmica, à 49 km de la ville de Colón et à 105 km de la ville de Panama.

## Division politico-administrative
Elle est composée de cinq corregimientos :
- Portobelo
- Cacique (es)
- Garrote (es)
- Isla Grande
- Maria Chiquita (es)

## Crédit d'auteurs
- (es) Cet article est partiellement ou en totalité issu de l’article de Wikipédia en espagnol intitulé « Distrito de Portobelo » (voir la liste des auteurs).